# Rezerwat przyrody Parowy Janinowskie
Rezerwat przyrody Parowy Janinowskie – leśny rezerwat przyrody w gminie Brzeziny w powiecie brzezińskim w województwie łódzkim, w Parku Krajobrazowym Wzniesień Łódzkich. Jest położony na terenie leśnictwa Janinów, w obrębie leśnym Brzeziny (Nadleśnictwo Brzeziny).
Rezerwat został ustanowiony w 2000 roku i zajmuje powierzchnię 41,66 ha. Celem ochrony rezerwatu jest zachowanie ze względów naukowych i dydaktycznych fragmentu lasu bukowego z kompleksem erozyjnych parowów, charakterystycznych dla strefy krawędziowej Wzniesień Łódzkich.
Obejmuje część największego w Polsce środkowej lasu bukowego (buczyna kwaśna) i chroni system parowów powstałych w wyniku erozji spowodowanej działalnością rolniczą. Erozja dawnych ziem uprawnych przez wody opadowe cały czas postępuje w kierunku z północy (z części wyższej rezerwatu) na południe. Łączna długość parowów to około 2,5 kilometra, a ich głębokość dochodzi do 8 metrów. Na dnie parowów znajduje się kilka głazów narzutowych o obwodzie ponad 4 metrów.
Z ciekawszych roślin występuje tu m.in. kruszczyk szerokolistny, lilia złotogłów, paprotka zwyczajna.
Według obowiązującego planu ochrony ustanowionego w 2011 roku, obszar rezerwatu objęty jest ochroną czynną.
Rezerwat położony jest na terenie obszaru siedliskowego sieci Natura 2000 „Buczyna Janinowska” PLH100017.